# Temporada 1988 de Fórmula 1
La temporada 1988 de Fórmula 1 fue la 39.ª temporada del Campeonato Mundial de Fórmula 1 de la historia. Fue organizada por la Federación Internacional del Automóvil (FIA). La temporada estuvo compuesta por 16 carreras, desde abril hasta noviembre, que fueron disputadas por un total de 18 equipos y casi 40 pilotos.
McLaren-Honda ganó el Campeonato de Constructores con 15 carreras ganadas de las 16, mientras que Ferrari fue el ganador de esa otra restante. Además, sumó más puntos que los 6 siguientes constructores del campeonato. Ayrton Senna y Alain Prost fueron los protagonistas del Campeonato de Pilotos, con 8 victorias para el brasilero y 7 para el francés, con Senna quedándose con el título a pesar de haber sumado menos puntos que su compañero.

## Escuderías y pilotos
La siguiente tabla muestra los equipos para la temporada 1988 de Fórmula 1.
Al igual que en años anteriores, nuevamente se mantuvo el sistema de numeración adoptado en la temporada 1974, tomando como parámetros el par numérico "1-2" para el piloto campeón y su escudero, y los resultados del Campeonato de constructores 1973 para designar la numeración de los demás equipos.
En esta temporada y debido a que el campeón reinante Nelson Piquet acordó su fichaje con la escudería Camel Lotus para defender su título al comando de su nuevo Lotus 100T (incorporación motivada principalmente, por la decisión del proveedor japonés Honda de cancelar su contrato de provisión de motores con Williams, para iniciar su sociedad con McLaren), este equipo intercambió dorsales con la escudería Marlboro McLaren International, adjudicándose Lotus el par numérico "1-2" utilizado en 1987 por McLaren y esta última utilizando el par numérico "11-12", utilizado por Lotus el año anterior. Por su parte, la escudería campeona Canon Williams mantenía el par numérico "5-6", debiendo enfrentar este campeonato con los poco fiables motores Judd.
Con relación a la temporada anterior, se produjo el ingreso de las escuderías Rial Racing (que ingresó con una única unidad identificada con el número 22, dorsal al que accedió gracias a la vacante generada por Osella al presentar un solo coche), EuroBrun Racing (dorsales "32" y "33") y BMS Scuderia Italia (una única unidad con el dorsal "36").
| Escudería                         | Chasis   | Chasis       | Motor                    | Neu. | N.º | Pilotos               | Rondas      |
| --------------------------------- | -------- | ------------ | ------------------------ | ---- | --- | --------------------- | ----------- |
| Camel Team Lotus Honda            | Lotus    | 100T         | Honda RA168E 1.5 V6t     | G    | 1   | Nelson Piquet         | Todas       |
| Camel Team Lotus Honda            | Lotus    | 100T         | Honda RA168E 1.5 V6t     | G    | 2   | Satoru Nakajima       | Todas       |
| Tyrrell Racing Organisation       | Tyrrell  | 017          | Ford Cosworth DFZ 3.5 V8 | G    | 3   | Jonathan Palmer       | Todas       |
| Tyrrell Racing Organisation       | Tyrrell  | 017          | Ford Cosworth DFZ 3.5 V8 | G    | 4   | Julian Bailey         | Todas       |
| Canon Williams Team               | Williams | FW12         | Judd CV 3.5 V8           | G    | 5   | Nigel Mansell         | 1-10, 13-16 |
| Canon Williams Team               | Williams | FW12         | Judd CV 3.5 V8           | G    | 5   | Martin Brundle        | 11          |
| Canon Williams Team               | Williams | FW12         | Judd CV 3.5 V8           | G    | 5   | Jean-Louis Schlesser  | 12          |
| Canon Williams Team               | Williams | FW12         | Judd CV 3.5 V8           | G    | 6   | Riccardo Patrese      | Todas       |
| West Zakspeed Racing              | Zakspeed | 881          | Zakspeed 1500/4 1.5 L4t  | G    | 9   | Piercarlo Ghinzani    | Todas       |
| West Zakspeed Racing              | Zakspeed | 881          | Zakspeed 1500/4 1.5 L4t  | G    | 10  | Bernd Schneider       | Todas       |
| Marlboro McLaren Honda            | McLaren  | MP4/4        | Honda RA168E 1.5 V6t     | G    | 11  | Alain Prost           | Todas       |
| Marlboro McLaren Honda            | McLaren  | MP4/4        | Honda RA168E 1.5 V6t     | G    | 12  | Ayrton Senna          | Todas       |
| Automobiles Gonfaronaise Sportive | AGS      | JH22 JH23    | Ford Cosworth DFZ 3.5 V8 | G    | 14  | Philippe Streiff      | Todas       |
| Leyton House March Racing Team    | March    | 881          | Judd CV 3.5 V8           | G    | 15  | Maurício Gugelmin     | Todas       |
| Leyton House March Racing Team    | March    | 881          | Judd CV 3.5 V8           | G    | 16  | Ivan Capelli          | Todas       |
| USF&G Arrows Megatron             | Arrows   | A10B         | Megatron M12/13 1.5 L4t  | G    | 17  | Derek Warwick         | Todas       |
| USF&G Arrows Megatron             | Arrows   | A10B         | Megatron M12/13 1.5 L4t  | G    | 18  | Eddie Cheever         | Todas       |
| Benetton Formula Ltd              | Benetton | B188         | Ford Cosworth DFR 3.5 V8 | G    | 19  | Alessandro Nannini    | Todas       |
| Benetton Formula Ltd              | Benetton | B188         | Ford Cosworth DFR 3.5 V8 | G    | 20  | Thierry Boutsen       | Todas       |
| Osella Squadra Corse              | Osella   | FA1I FA1L    | Osella 890T 1.5 V8t      | G    | 21  | Nicola Larini         | Todas       |
| Rial Racing                       | Rial     | ARC1         | Ford Cosworth DFZ 3.5 V8 | G    | 22  | Andrea de Cesaris     | Todas       |
| Lois Minardi Team                 | Minardi  | M188         | Ford Cosworth DFZ 3.5 V8 | G    | 23  | Adrián Campos         | 1-5         |
| Lois Minardi Team                 | Minardi  | M188         | Ford Cosworth DFZ 3.5 V8 | G    | 23  | Pierluigi Martini     | 6-16        |
| Lois Minardi Team                 | Minardi  | M188         | Ford Cosworth DFZ 3.5 V8 | G    | 24  | Luis Pérez-Sala       | Todas       |
| Ligier Loto                       | Ligier   | JS31         | Judd CV 3.5 V8           | G    | 25  | René Arnoux           | Todas       |
| Ligier Loto                       | Ligier   | JS31         | Judd CV 3.5 V8           | G    | 26  | Stefan Johansson      | Todas       |
| Scuderia Ferrari                  | Ferrari  | F1/87/88C    | Ferrari 033E 1.5 V6t     | G    | 27  | Michele Alboreto      | Todas       |
| Scuderia Ferrari                  | Ferrari  | F1/87/88C    | Ferrari 033E 1.5 V6t     | G    | 28  | Gerhard Berger        | Todas       |
| Larrousse Calmels                 | Lola     | LC88         | Ford Cosworth DFZ 3.5 V8 | G    | 29  | Yannick Dalmas        | 1-14        |
| Larrousse Calmels                 | Lola     | LC88         | Ford Cosworth DFZ 3.5 V8 | G    | 29  | Aguri Suzuki          | 15          |
| Larrousse Calmels                 | Lola     | LC88         | Ford Cosworth DFZ 3.5 V8 | G    | 29  | Pierre-Henri Raphanel | 16          |
| Larrousse Calmels                 | Lola     | LC88         | Ford Cosworth DFZ 3.5 V8 | G    | 30  | Philippe Alliot       | Todas       |
| Coloni                            | Coloni   | FC188 FC188B | Ford Cosworth DFZ 3.5 V8 | G    | 31  | Gabriele Tarquini     | Todas       |
| EuroBrun Racing                   | EuroBrun | ER188        | Ford Cosworth DFZ 3.5 V8 | G    | 32  | Oscar Larrauri        | Todas       |
| EuroBrun Racing                   | EuroBrun | ER188        | Ford Cosworth DFZ 3.5 V8 | G    | 33  | Stefano Modena        | Todas       |
| BMS Scuderia Italia               | Dallara  | 188          | Ford Cosworth DFZ 3.5 V8 | G    | 36  | Alex Caffi            | Todas       |

## Novedades con relación a la temporada anterior
- Tras cinco temporadas equipando motores Porsche, gestionados en forma tercerizada por el fabricante de relojes TAG, McLaren F1 Team celebró un importante acuerdo con el proveedor japonés de motores Honda, creando una sociedad exitosa que se terminó coronando con los títulos mundiales de pilotos y equipos al finalizar la temporada.
- Tras tres años compitiendo para el Team Lotus, el brasileño Ayrton Senna acuerda su incorporación al McLaren F1 Team, siendo compañero de equipo del francés Alain Prost.
- Tras obtener el título del año anterior con Williams y ante el fin de la sociedad con Honda, el campeón de pilotos Nelson Piquet ficha con Lotus, ocupando la plaza de Ayrton Senna y acompañando al japonés Satoru Nakajima.
- Tras perder su contrato de provisión de motores con Honda frente a su rival McLaren, Williams F1 Team recurre al proveedor inglés  Judd para suplir al fabricante japonés.
- La salida del campeón Piquet del equipo Williams, posibilita la incorporación del italiano Riccardo Patrese como piloto de tiempo completo, acompañando al inglés Nigel Mansell, a quien suplantó en una competencia en la temporada pasada. Al mismo tiempo, por un problema de salud del propio Mansell, en las competencias de Bélgica e Italia (fechas 11 y 12) fue suplantado respectivamente por el inglés Martin Brundle (sin equipo tras su salida de Zakspeed) y el francés Jean-Louis Schlesser (piloto de pruebas).
- La contratación de Senna por parte de McLaren, provocó la salida del equipo del sueco Stefan Johansson, quien acordó su ingreso al Equipe Ligier, para acompañar al francés René Arnoux.
- Ligier por su parte, abandonó el uso de motores de origen BMW, Megatron, en favor de los ingleses Judd. Los motores Megatron siguieron siendo empleados por el equipo Arrows F1 Team, hasta el final de la temporada.
- La incorporación de Johansson a Ligier, provocó la salida del italiano Piercarlo Ghinzani, quien junto con el alemán Bernd Schneider fueron presentados como las nuevas caras del equipo Zakspeed, reemplazando al inglés Martin Brundle y al alemán Christian Danner.
- Alessandro Nannini se desvincula del Minardi F1 Team, para incorporarse al equipo Benetton Formula 1, donde reemplazó a su compatriota Teo Fabi. Nannini se integró al equipo acompañando al belga Thierry Boutsen.
- Minardi por su parte, anunció el reemplazo de Motori Moderni como proveedor de motores, recurriendo a impulsores de Ford. A su vez, el español Luis Pérez-Sala es convocado para reemplazar a Alessandro Nannini, mientras que su compatriota Adrián Campos arrancó el torneo, siendo reemplazado tras 5 fechas por el italiano Pierluigi Martini.
- Leyton House March volvió a poner en pista dos unidades, contratando al novato brasileño Mauricio Gugelmin, para acompañar al italiano Ivan Capelli.
- Tyrrell Racing confirmó al inglés Jonathan Palmer como su piloto principal y anunció la incorporación del también inglés Julian Bailey, como reemplazante del francés Philippe Streiff.
- Por su parte, Philippe Streiff fue contratado por la escudería Automobiles Gonfaronnaises Sportives (AGS), siendo presentado como único piloto, en reemplazo del brasileño Roberto Moreno, quien en la temporada anterior reemplazó al francés Pascal Fabre.
- El italiano Nicola Larini se desvinculó del Enzo Coloni Racing Car Systems y fichó para el Osella Squadra Corse, para hacerse cargo de la conducción de su único coche, en reemplazo de su compatriota Alex Caffi. En respuesta a esto, el equipo Coloni contrata al italiano ex Osella Gabriele Tarquini, para reemplazar a Larini, mientras que Caffi ficha para la novel BMS Scuderia Italia.
- El equipo francés Larrousse inició la temporada con la misma plantilla del torneo anterior, siendo sus pilotos los franceses Yannick Dalmas y Philippe Alliot. Sin embargo, problemas de salud hicieron a Dalmas bajarse del equipo a dos fechas del final, siendo sustituido sucesivamente por el novel japonés Aguri Suzuki y por el francés Pierre-Henri Raphanel.
- Luego de la salida de su piloto estrella, Riccardo Patrese, la escudería Brabham intentó ingresar contratando al brasileño Roberto Moreno y al italiano Stefano Modena, sin embargo no llegó con las exigencias para inscribirse, por lo que quedó fuera de competencia para esta temporada.
- Finalmente, se incorporó a esta temporada la novel escudería italiana EuroBrun, cuya principal novedad fue el debut del novato argentino Oscar Larrauri. Su compañero de equipo fue el experimentado italiano Stefano Modena, quien se había quedado sin equipo tras la fallida inscripción de Brabham. Otra escudería que debutó en esta temporada, fue la alemana Rial Racing, quien contrató al italiano Andrea de Cesaris que había competido en la temporada anterior para Brabham.

## Resultados
| Carrera | Gran Premio                                | Fecha            | Pole position  | Vuelta rápida      | Piloto ganador | Constructor   | Resultados |
| ------- | ------------------------------------------ | ---------------- | -------------- | ------------------ | -------------- | ------------- | ---------- |
| 1       | Gran Premio de Brasil                      | 3 de abril       | Ayrton Senna   | Gerhard Berger     | Alain Prost    | McLaren-Honda | Resultados |
| 2       | Gran Premio de San Marino                  | 1 de mayo        | Ayrton Senna   | Alain Prost        | Ayrton Senna   | McLaren-Honda | Resultados |
| 3       | Gran Premio de Mónaco                      | 15 de mayo       | Ayrton Senna   | Ayrton Senna       | Alain Prost    | McLaren-Honda | Resultados |
| 4       | Gran Premio de México                      | 29 de mayo       | Ayrton Senna   | Alain Prost        | Alain Prost    | McLaren-Honda | Resultados |
| 5       | Gran Premio de Canadá                      | 12 de junio      | Ayrton Senna   | Ayrton Senna       | Ayrton Senna   | McLaren-Honda | Resultados |
| 6       | Gran Premio del este de los Estados Unidos | 19 de junio      | Ayrton Senna   | Alain Prost        | Ayrton Senna   | McLaren-Honda | Resultados |
| 7       | Gran Premio de Francia                     | 3 de julio       | Alain Prost    | Alain Prost        | Alain Prost    | McLaren-Honda | Resultados |
| 8       | Gran Premio de Gran Bretaña                | 10 de julio      | Gerhard Berger | Nigel Mansell      | Ayrton Senna   | McLaren-Honda | Resultados |
| 9       | Gran Premio de Alemania                    | 24 de julio      | Ayrton Senna   | Alessandro Nannini | Ayrton Senna   | McLaren-Honda | Resultados |
| 10      | Gran Premio de Hungría                     | 7 de agosto      | Ayrton Senna   | Alain Prost        | Ayrton Senna   | McLaren-Honda | Resultados |
| 11      | Gran Premio de Bélgica                     | 28 de agosto     | Ayrton Senna   | Gerhard Berger     | Ayrton Senna   | McLaren-Honda | Resultados |
| 12      | Gran Premio de Italia                      | 11 de septiembre | Ayrton Senna   | Michele Alboreto   | Gerhard Berger | Ferrari       | Resultados |
| 13      | Gran Premio de Portugal                    | 25 de septiembre | Alain Prost    | Gerhard Berger     | Alain Prost    | McLaren-Honda | Resultados |
| 14      | Gran Premio de España                      | 2 de octubre     | Ayrton Senna   | Alain Prost        | Alain Prost    | McLaren-Honda | Resultados |
| 15      | Gran Premio de Japón                       | 30 de octubre    | Ayrton Senna   | Ayrton Senna       | Ayrton Senna   | McLaren-Honda | Resultados |
| 16      | Gran Premio de Australia                   | 13 de noviembre  | Ayrton Senna   | Alain Prost        | Alain Prost    | McLaren-Honda | Resultados |

## Clasificaciones

### Sistema de puntuación
- Puntuaban los seis primeros de cada carrera.
- En el campeonato de pilotos, en la cuenta final solamente se contaron los 11 mejores resultados de 16 posibles. Ayrton Senna se adjudicó el título mundial gracias a esa norma, pues en el cómputo total consiguió menos puntos que Alain Prost.

| Posición | 1.º | 2.º | 3.º | 4.º | 5.º | 6.º |
| Puntos   | 9   | 6   | 4   | 3   | 2   | 1   |

### Campeonato de Pilotos
| Pos. | Piloto                | BRA  | SMR | MON | MEX | CAN  | USE | FRA  | GBR  | GER  | HUN  | BEL  | ITA  | POR  | ESP  | JPN  | AUS  | Puntos   |
| ---- | --------------------- | ---- | --- | --- | --- | ---- | --- | ---- | ---- | ---- | ---- | ---- | ---- | ---- | ---- | ---- | ---- | -------- |
| 1    | Ayrton Senna          | DSQ  | 1   | Ret | 2   | 1    | 1   | 2    | 1    | 1    | 1    | 1    | 10†  | 6    | 4    | 1    | 2    | 90 (94)  |
| 2    | Alain Prost           | 1    | 2   | 1   | 1   | 2    | 2   | 1    | Ret  | 2    | 2    | 2    | Ret  | 1    | 1    | 2    | 1    | 87 (105) |
| 3    | Gerhard Berger        | 2    | 5   | 2   | 3   | Ret  | Ret | 4    | 9    | 3    | 4    | Ret  | 1    | Ret  | 6    | 4    | Ret  | 41       |
| 4    | Thierry Boutsen       | 7    | 4   | 8   | 8   | 3    | 3   | Ret  | Ret  | 6    | 3    | DSQ  | 6    | 3    | 9    | 3    | 5    | 27       |
| 5    | Michele Alboreto      | 5    | 18† | 3   | 4   | Ret  | Ret | 3    | 17†  | 4    | Ret  | Ret  | 2    | 5    | Ret  | 11   | Ret  | 24       |
| 6    | Nelson Piquet         | 3    | 3   | Ret | Ret | 4    | Ret | 5    | 5    | Ret  | 8    | 4    | Ret  | Ret  | 8    | Ret  | 3    | 22       |
| 7    | Ivan Capelli          | Ret  | Ret | 10  | 16  | 5    | DNS | 9    | Ret  | 5    | Ret  | 3    | 5    | 2    | Ret  | Ret  | 6    | 17       |
| 8    | Derek Warwick         | 4    | 9   | 4   | 5   | 7    | Ret | Ret  | 6    | 7    | Ret  | 5    | 4    | 4    | Ret  | Ret  | Ret  | 17       |
| 9    | Nigel Mansell         | Ret  | Ret | Ret | Ret | Ret  | Ret | Ret  | 2    | Ret  | Ret  |      |      | Ret  | 2    | Ret  | Ret  | 12       |
| 10   | Alessandro Nannini    | Ret  | 6   | Ret | 7   | Ret  | Ret | 6    | 3    | 18   | Ret  | DSQ  | 9    | Ret  | 3    | 5    | Ret  | 12       |
| 11   | Riccardo Patrese      | Ret  | 13  | 6   | Ret | Ret  | Ret | Ret  | 8    | Ret  | 6    | Ret  | 7    | Ret  | 5    | 6    | 4    | 8        |
| 12   | Eddie Cheever         | 8    | 7   | Ret | 6   | Ret  | Ret | 11   | 7    | 10   | Ret  | 6    | 3    | Ret  | Ret  | Ret  | Ret  | 6        |
| 13   | Maurício Gugelmin     | Ret  | 15  | Ret | Ret | Ret  | Ret | 8    | 4    | 8    | 5    | Ret  | 8    | Ret  | 7    | 10   | Ret  | 5        |
| 14   | Jonathan Palmer       | Ret  | 14  | 5   | DNQ | 6    | 5   | Ret  | Ret  | 11   | Ret  | 12†  | DNQ  | Ret  | Ret  | 12   | Ret  | 5        |
| 15   | Andrea de Cesaris     | Ret  | Ret | Ret | Ret | 9†   | 4   | 10   | Ret  | 13   | Ret  | Ret  | Ret  | Ret  | Ret  | Ret  | 8†   | 3        |
| 16   | Satoru Nakajima       | 6    | 8   | DNQ | Ret | 11   | DNQ | 7    | 10   | 9    | 7    | Ret  | Ret  | Ret  | Ret  | 7    | Ret  | 1        |
| 17   | Pierluigi Martini     |      |     |     |     |      | 6   | 15   | 15   | DNQ  | Ret  | DNQ  | Ret  | Ret  | Ret  | 13   | 7    | 1        |
| NC   | Yannick Dalmas        | Ret  | 12  | 7   | 9   | DNQ  | 7   | 13   | 13   | 19†  | 9    | Ret  | Ret  | Ret  | 11   |      |      | 0        |
| NC   | Alex Caffi            | DNPQ | Ret | Ret | Ret | DNPQ | 8   | 12   | 11   | 15   | Ret  | 8    | Ret  | 7    | 10   | Ret  | Ret  | 0        |
| NC   | Martin Brundle        |      |     |     |     |      |     |      |      |      |      | 7    |      |      |      |      |      | 0        |
| NC   | Philippe Streiff      | Ret  | 10  | Ret | 12  | Ret  | Ret | Ret  | Ret  | Ret  | Ret  | 10   | Ret  | 9    | Ret  | 8    | 11†  | 0        |
| NC   | Luis Pérez-Sala       | Ret  | 11  | Ret | 11  | 13   | Ret | NC   | Ret  | DNQ  | 10   | DNQ  | Ret  | 8    | 12   | 15   | Ret  | 0        |
| NC   | Gabriele Tarquini     | Ret  | Ret | Ret | 14  | 8    | DNQ | DNPQ | DNPQ | DNPQ | 13   | Ret  | DNQ  | 11   | DNPQ | DNPQ | DNQ  | 0        |
| NC   | Philippe Alliot       | Ret  | 17  | Ret | Ret | 10†  | Ret | Ret  | 14   | Ret  | 12   | 9    | Ret  | Ret  | 14   | 9    | 10†  | 0        |
| NC   | Stefan Johansson      | 9    | DNQ | Ret | 10  | Ret  | Ret | DNQ  | DNQ  | DNQ  | Ret  | 11†  | DNQ  | Ret  | Ret  | DNQ  | 9†   | 0        |
| NC   | Julian Bailey         | DNQ  | Ret | DNQ | DNQ | Ret  | 9†  | DNQ  | 16   | DNQ  | DNQ  | DNQ  | 12   | DNQ  | DNQ  | 14   | DNQ  | 0        |
| NC   | Nicola Larini         | DNQ  | EX  | 9   | DNQ | DNQ  | Ret | Ret  | 19†  | Ret  | DNPQ | Ret  | Ret  | 12   | Ret  | Ret  | DNPQ | 0        |
| NC   | René Arnoux           | Ret  | DNQ | Ret | Ret | Ret  | Ret | DNQ  | 18   | 17   | Ret  | Ret  | 13   | 10   | Ret  | 17   | Ret  | 0        |
| NC   | Stefano Modena        | Ret  | NC  | DSQ | DSQ | 12   | Ret | 14   | 12   | Ret  | 11   | DNQ  | DNQ  | DNQ  | 13   | DNQ  | Ret  | 0        |
| NC   | Jean-Louis Schlesser  |      |     |     |     |      |     |      |      |      |      |      | 11   |      |      |      |      | 0        |
| NC   | Bernd Schneider       | DNQ  | DNQ | DNQ | Ret | DNQ  | DNQ | Ret  | DNQ  | 12   | DNQ  | 13†  | Ret  | DNQ  | DNQ  | Ret  | DNQ  | 0        |
| NC   | Oscar Larrauri        | Ret  | DNQ | Ret | 13  | Ret  | Ret | Ret  | DNQ  | 16   | DNQ  | DNPQ | DNPQ | DNPQ | DNQ  | DNQ  | Ret  | 0        |
| NC   | Piercarlo Ghinzani    | DNQ  | Ret | Ret | 15  | 14†  | DNQ | EX   | DNQ  | 14   | DNQ  | Ret  | Ret  | DNQ  | DNQ  | DNQ  | Ret  | 0        |
| NC   | Adrián Campos         | Ret  | 16  | DNQ | DNQ | DNQ  |     |      |      |      |      |      |      |      |      |      |      | 0        |
| NC   | Aguri Suzuki          |      |     |     |     |      |     |      |      |      |      |      |      |      |      | 16   |      | 0        |
| NC   | Pierre-Henri Raphanel |      |     |     |     |      |     |      |      |      |      |      |      |      |      |      | DNQ  | 0        |
| Pos. | Piloto                | BRA  | SMR | MON | MEX | CAN  | USE | FRA  | GBR  | GER  | HUN  | BEL  | ITA  | POR  | ESP  | JPN  | AUS  | Puntos   |

| Color      | Resultado                          |
| ---------- | ---------------------------------- |
| Oro        | Ganador                            |
| Plata      | 2.º puesto                         |
| Bronce     | 3.er puesto                        |
| Verde      | Finalizó en los puntos             |
| Azul       | Finalizó sin puntos                |
| Azul       | NC - No clasificado                |
| Violeta    | Ret - No terminó                   |
| Rojo       | DNQ - No se clasificó              |
| Rojo       | DNPQ - No se preclasificó          |
| Negro      | DSQ - Descalificado                |
| Blanco     | DNS - No empezó                    |
| Blanco     | WD - Retirado                      |
| Blanco     | C - Carrera cancelada              |
| Azul claro | TD - Entrenamientos libres (2003-) |
| Sin color  | DNP - Inscrito, pero no participó  |
| Sin color  | INJ - Inscrito, pero lesionado     |
| Sin color  | EX - Excluido                      |

| Estado  | Resultado                                                                             |
| ------- | ------------------------------------------------------------------------------------- |
| Negrita | Pole position                                                                         |
| Cursiva | Vuelta rápida                                                                         |
| 1-8     | Posiciones puntuables de clasificación sprint (2021-)                                 |
| †       | No acabó el Gran Premio, pero fue clasificado ya que completó el porcentaje necesario |
| ‡       | Monoplaza compartido                                                                  |
| ~       | Se otorgó la mitad de puntos ya que no se cumplió con el 75% de la carrera            |
| ≠       | No obtuvo puntos ya que era piloto invitado                                           |
| F2      | Inscrito para carrera de Fórmula 2, no sumaba puntos                                  |

### Estadísticas del Campeonato de Pilotos
| Pos. | Piloto                | N.º | Puntos   | Victorias | Podios | Poles |
| ---- | --------------------- | --- | -------- | --------- | ------ | ----- |
| 1    | Ayrton Senna          | 12  | 90 (94)  | 8         | 11     | 13    |
| 2    | Alain Prost           | 11  | 87 (105) | 7         | 14     | 2     |
| 3    | Gerhard Berger        | 28  | 41       | 1         | 5      | 1     |
| 4    | Thierry Boutsen       | 20  | 27       |           | 5      |       |
| 5    | Michele Alboreto      | 27  | 24       |           | 3      |       |
| 6    | Nelson Piquet         | 1   | 22       |           | 3      |       |
| 7    | Ivan Capelli          | 16  | 17       |           | 2      |       |
| 8    | Derek Warwick         | 17  | 17       |           |        |       |
| 9    | Nigel Mansell         | 5   | 12       |           | 2      |       |
| 10   | Alessandro Nannini    | 19  | 12       |           | 2      |       |
| 11   | Riccardo Patrese      | 6   | 8        |           |        |       |
| 12   | Eddie Cheever         | 18  | 6        |           | 1      |       |
| 13   | Maurício Gugelmin     | 15  | 5        |           |        |       |
| 14   | Jonathan Palmer       | 3   | 5        |           |        |       |
| 15   | Andrea de Cesaris     | 22  | 3        |           |        |       |
| 16   | Satoru Nakajima       | 2   | 1        |           |        |       |
| 17   | Pierluigi Martini     | 23  | 1        |           |        |       |
| NC   | Adrián Campos         | 23  |          |           |        |       |
| NC   | Yannick Dalmas        | 29  |          |           |        |       |
| NC   | Bernd Schneider       | 10  |          |           |        |       |
| NC   | Jean-Louis Schlesser  | 5   |          |           |        |       |
| NC   | Aguri Suzuki          | 29  |          |           |        |       |
| NC   | Stefano Modena        | 33  |          |           |        |       |
| NC   | Stefan Johansson      | 26  |          |           |        |       |
| NC   | Luis Pérez-Sala       | 24  |          |           |        |       |
| NC   | René Arnoux           | 25  |          |           |        |       |
| NC   | Pierre Henri Raphanel | 29  |          |           |        |       |
| NC   | Gabriele Tarquini     | 31  |          |           |        |       |
| NC   | Piercarlo Ghinzani    | 9   |          |           |        |       |
| NC   | Martin Brundle        | 5   |          |           |        |       |
| NC   | Julian Bailey         | 4   |          |           |        |       |
| NC   | Nicola Larini         | 21  |          |           |        |       |
| NC   | Oscar Larrauri        | 32  |          |           |        |       |
| NC   | Philippe Alliot       | 30  |          |           |        |       |
| NC   | Philippe Streiff      | 14  |          |           |        |       |
| NC   | Alex Caffi            | 36  |          |           |        |       |

### Campeonato de Constructores
| Pos. | Constructor     | N.º | BRA  | SMR | MON | MEX | CAN  | USE | FRA  | GBR  | GER  | HUN  | BEL  | ITA  | POR  | ESP  | JPN  | AUS  | Puntos |
| ---- | --------------- | --- | ---- | --- | --- | --- | ---- | --- | ---- | ---- | ---- | ---- | ---- | ---- | ---- | ---- | ---- | ---- | ------ |
| 1    | McLaren-Honda   | 11  | 1    | 2   | 1   | 1   | 2    | 2   | 1    | Ret  | 2    | 2    | 2    | Ret  | 1    | 1    | 2    | 1    | 199    |
| 1    | McLaren-Honda   | 12  | DSQ  | 1   | Ret | 2   | 1    | 1   | 2    | 1    | 1    | 1    | 1    | 10   | 6    | 4    | 1    | 2    | 199    |
| 2    | Ferrari         | 27  | 5    | 18  | 3   | 4   | Ret  | Ret | 3    | 17   | 4    | Ret  | Ret  | 2    | 5    | Ret  | 11   | Ret  | 65     |
| 2    | Ferrari         | 28  | 2    | 5   | 2   | 3   | Ret  | Ret | 4    | 9    | 3    | 4    | Ret  | 1    | Ret  | 6    | 4    | Ret  | 65     |
| 3    | Benetton-Ford   | 19  | Ret  | 6   | Ret | 7   | Ret  | Ret | 6    | 3    | 18   | Ret  | DSQ  | 9    | Ret  | 3    | 5    | Ret  | 39     |
| 3    | Benetton-Ford   | 20  | 7    | 4   | 8   | 8   | 3    | 3   | Ret  | Ret  | 6    | 3    | DSQ  | 6    | 3    | 9    | 3    | 5    | 39     |
| 4    | Lotus-Honda     | 1   | 3    | 3   | Ret | Ret | 4    | Ret | 5    | 5    | Ret  | 8    | 4    | Ret  | Ret  | 8    | Ret  | 3    | 23     |
| 4    | Lotus-Honda     | 2   | 4    | 9   | 4   | 5   | 7    | Ret | Ret  | 6    | 7    | Ret  | 5    | 4    | 4    | Ret  | Ret  | Ret  | 23     |
| 5    | Arrows-Megatron | 17  | 8    | 7   | Ret | 6   | Ret  | Ret | 11   | 7    | 10   | Ret  | 6    | 3    | Ret  | Ret  | Ret  | Ret  | 23     |
| 5    | Arrows-Megatron | 18  | 6    | 8   | DNQ | Ret | 11   | DNQ | 7    | 10   | 9    | 7    | Ret  | Ret  | Ret  | Ret  | 7    | Ret  | 23     |
| 6    | March-Judd      | 15  | Ret  | 15  | Ret | Ret | Ret  | Ret | 8    | 4    | 8    | 5    | Ret  | 8    | Ret  | 7    | 10   | Ret  | 22     |
| 6    | March-Judd      | 16  | Ret  | Ret | 10  | 16  | 5    | DNS | 9    | Ret  | 5    | Ret  | 3    | 5    | 2    | Ret  | Ret  | 6    | 22     |
| 7    | Williams-Judd   | 5   | Ret  | Ret | Ret | Ret | Ret  | Ret | Ret  | 2    | Ret  | Ret  | 7    | 11   | Ret  | 2    | Ret  | Ret  | 20     |
| 7    | Williams-Judd   | 6   | Ret  | 13  | 6   | Ret | Ret  | Ret | Ret  | 8    | Ret  | 6    | Ret  | 7    | Ret  | 5    | 6    | 4    | 20     |
| 8    | Tyrrell-Ford    | 3   | Ret  | 14  | 5   | DNQ | 6    | 5   | Ret  | Ret  | 11   | Ret  | 12   | DNQ  | Ret  | Ret  | 12   | Ret  | 5      |
| 8    | Tyrrell-Ford    | 4   | DNQ  | Ret | DNQ | DNQ | Ret  | 9   | DNQ  | 16   | DNQ  | DNQ  | DNQ  | 12   | DNQ  | DNQ  | 14   | DNQ  | 5      |
| 9    | Rial-Ford       | 22  | Ret  | Ret | Ret | Ret | 9    | 4   | 10   | Ret  | 13   | Ret  | Ret  | Ret  | Ret  | Ret  | Ret  | 8    | 3      |
| 10   | Minardi-Ford    | 23  | Ret  | 16  | DNQ | DNQ | DNQ  | 6   | 15   | 15   | DNQ  | Ret  | DNQ  | Ret  | Ret  | Ret  | 13   | 7    | 1      |
| 10   | Minardi-Ford    | 24  | Ret  | 11  | Ret | 11  | 13   | Ret | NC   | Ret  | DNQ  | 10   | DNQ  | Ret  | 8    | 12   | 15   | Ret  | 1      |
| NC   | Lola-Ford       | 29  | Ret  | 12  | 7   | 9   | DNQ  | 7   | 13   | 13   | 19   | 9    | Ret  | Ret  | Ret  | 11   | 16   | DNQ  | 0      |
| NC   | Lola-Ford       | 30  | Ret  | 17  | Ret | Ret | 10   | Ret | Ret  | 14   | Ret  | 12   | 9    | Ret  | Ret  | 14   | 9    | 10   | 0      |
| NC   | Dallara-Ford    | 36  | DNPQ | Ret | Ret | Ret | DNPQ | 8   | 12   | 11   | 15   | Ret  | 8    | Ret  | 7    | 10   | Ret  | Ret  | 0      |
| NC   | AGS-Ford        | 14  | Ret  | 10  | Ret | 12  | Ret  | Ret | Ret  | Ret  | Ret  | Ret  | 10   | Ret  | 9    | Ret  | 8    | 11   | 0      |
| NC   | Coloni-Ford     | 31  | Ret  | Ret | Ret | 14  | 8    | DNQ | DNPQ | DNPQ | DNPQ | 13   | Ret  | DNQ  | 11   | DNPQ | DNPQ | DNQ  | 0      |
| NC   | Ligier-Judd     | 25  | Ret  | DNQ | Ret | Ret | Ret  | Ret | DNQ  | 18   | 17   | Ret  | Ret  | 13   | 10   | Ret  | 17   | Ret  | 0      |
| NC   | Ligier-Judd     | 26  | 9    | DNQ | Ret | 10  | Ret  | Ret | DNQ  | DNQ  | DNQ  | Ret  | 11   | DNQ  | Ret  | Ret  | DNQ  | 9    | 0      |
| NC   | Osella          | 21  | DNQ  | EX  | 9   | DNQ | DNQ  | Ret | Ret  | 19   | Ret  | DNPQ | Ret  | Ret  | 12   | Ret  | Ret  | DNPQ | 0      |
| NC   | EuroBrun-Judd   | 32  | Ret  | DNQ | Ret | 13  | Ret  | Ret | Ret  | DNQ  | 16   | DNQ  | DNPQ | DNPQ | DNPQ | DNQ  | DNQ  | Ret  | 0      |
| NC   | EuroBrun-Judd   | 33  | Ret  | NC  | DSQ | DSQ | 12   | Ret | 14   | 12   | Ret  | 11   | DNQ  | DNQ  | DNQ  | 13   | DNQ  | Ret  | 0      |
| NC   | Zakspeed        | 9   | DNQ  | Ret | Ret | 15  | 14   | DNQ | EX   | DNQ  | 14   | DNQ  | Ret  | Ret  | DNQ  | DNQ  | DNQ  | Ret  | 0      |
| NC   | Zakspeed        | 10  | DNQ  | DNQ | DNQ | Ret | DNQ  | DNQ | Ret  | DNQ  | 12   | DNQ  | 13   | Ret  | DNQ  | DNQ  | Ret  | DNQ  | 0      |
| Pos. | Constructor     | N.º | BRA  | SMR | MON | MEX | CAN  | USE | FRA  | GBR  | GER  | HUN  | BEL  | ITA  | POR  | ESP  | JPN  | AUS  | Puntos |

### Estadísticas del Campeonato de Constructores
| Pos. | Constructor     | Puntos | Victorias | Podios | Poles |
| ---- | --------------- | ------ | --------- | ------ | ----- |
| 1    | McLaren-Honda   | 199    | 15        | 25     | 15    |
| 2    | Ferrari         | 65     | 1         | 8      | 1     |
| 3    | Benetton-Ford   | 39     |           | 7      |       |
| 4    | Arrows-Megatron | 23     |           | 1      |       |
| 5    | Lotus-Honda     | 23     |           | 3      |       |
| 6    | March-Judd      | 22     |           | 2      |       |
| 7    | Williams-Judd   | 20     |           | 2      |       |
| 8    | Tyrrell-Ford    | 5      |           |        |       |
| 9    | Rial-Ford       | 3      |           |        |       |
| 10   | Minardi-Ford    | 1      |           |        |       |
| NC   | Zakspeed        |        |           |        |       |
| NC   | Coloni-Ford     |        |           |        |       |
| NC   | Ligier-Judd     |        |           |        |       |
| NC   | Osella          |        |           |        |       |
| NC   | Lola-Ford       |        |           |        |       |
| NC   | Dallara-Ford    |        |           |        |       |
| NC   | AGS-Ford        |        |           |        |       |
| NC   | EuroBrun-Ford   |        |           |        |       |